# Isham G. Harris
Isham Green Harris (10 de fevereiro de 1818 - 8 de julho de 1897) foi um político americano. O 16º governador do Tennessee, com mandato de 1857 a 1862, foi membro da Câmara dos Representantes dos Estados Unidos, bem como Senador dos Estados Unidos de 1877 até à sua morte. Ele foi o primeiro governador do estado vindo do Tennessee ocidental. Um político fundamental na história do Estado, Harris foi considerado pelos seus contemporâneos como o maior responsável e líder do Tennessee fora da União e alinhado com a Confederação durante a Guerra Civil.
Harris obteve prestígio político no estado na década de 1840 quando ele fez uma campanha contra as iniciativas abolicionistas do partido Whig no norte. Foi eleito governador em meio a crescentes conflitos secessionais no final de 1850 e após a eleição de Abraham Lincoln em 1860, persistentemente, tentou cortar os laços do estado com a União. Seus esforços no tempo da guerra agrupou mais de 100.000 soldados para a causa dos confederados. Depois que o exército da União ganhou o controle do Tennessee central e ocidental, em 1862, Harris passou o resto da guerra sob o comando de vários generais confederados. Após a guerra, ele passou vários anos no exílio no México e Inglaterra.
Depois de retornar ao Tennessee, Harris se tornou um líder dos Bourbon-democratas (ala conservadora dos democratas) do estado. Durante seu mandato no Senado dos Estados Unidos, ele defendeu o direito dos Estados e de expansão da emissão de moedas. Como Presidente pro tempore (o cargo mais alto) do Senado na década de 1890, Harris liderou a oposição contra as tentativas do presidente Grover Cleveland para revogar o Sherman Silver Purchase Act, que era uma lei que determinava ao governo a compra de prata circulante para evitar a livre cunhagem de moeda de baixo valor, evitando a inflação.

## Início de vida e carreira
Harris nasceu no Condado de Franklin, Tennessee perto de Tullahoma. Ele foi o nono filho de Isham Green Harris, um agricultor e pastor metodista e sua esposa Lucy Davidson Harris. Seus pais mudaram-se da Carolina do Norte para o Tennessee central em 1806. Ele foi educado na Carrick Academy em Winchester, Tennessee, até os quatorze anos. Mudou-se para Paris, Tennessee, onde juntou-se com seu irmão William, que era advogado, e foi trabalhar como funcionário de uma loja. Em 1838, com fundos fornecidos por seu irmão, Harris estabeleceu seu próprio negócio em Ripley, Mississippi, uma área recentemente aberta para os colonizadores após um tratado com os índios Chickasaw.
Enquanto em Ripley, Harris estudou direito. Ele vendeu seu negócio bem-sucedido três anos mais tarde por $7.000 e retornou para Paris no Tennessee onde continuou a estudar direito com o juiz Andrew McCampbell. Em 3 de maio de 1841, ele foi admitido para a prática advocatícia no Condado de Henry e começou a praticar com sucesso em Paris. Ele foi considerado um dos principais advogados criminais no estado.
Em 6 de julho de 1843, Harris casou com Martha Mariah Travis (apelidada de "Crockett"), filha do Major Edward Travis, um veterano da Guerra anglo-americana de 1812. O casal teve sete filhos. Em 1850 a família possuía 300 acres (120 ha) em uma fazenda e também uma casa em Paris. Em 1860 sua patrimônio total era de $45.000 e incluía vinte escravos e uma plantação no Condado de Shelby.
Em 1847 os democratas do Condado de Henry convenceram Harris para disputar à vaga distrital no Senado do Tennessee na esperança de combater uma forte campanha do político Whig local William Hubbard. Observações anti-guerra em agosto pelo candidato Whig congressional do distrito, William T. Haskell, prejudicou a campanha de Hubbard, que abandonou a disputa. Harris derrotou facilmente o candidato Whig substituído de última hora, que era Joseph Roerlhoe. Pouco tempo depois de assumir o cargo, ele patrocinou uma resolução condenando o Proviso de Wilmot, que proibia a escravidão em territórios recentemente adquiridos durante a Guerra Mexicano-Americana.
Em 1848, Harris foi escolhido como um eleitor para o candidato presidencial derrotado Lewis Cass. Em maio do mesmo ano, empenhou-se em um debate de seis horas em Clarksville com Aaron Goodrich, eleitor de Zachary Taylor.
Harris foi indicado como o candidato democrata pela sede do 9º distrito do estado na Câmara dos Representantes dos Estados Unidos, em 1849. Depois de envolver com êxito seu oponente com as posições impopulares do partido Whig nacional, Harris venceu a eleição facilmente. Ele passou grande parte de seu mandato atacando o Compromisso de 1850, embora ele também presidisse o Comitê de pensões por invalidez. Harris foi reeleito para um segundo mandato, mas depois dos Whigs ganharem o controle do legislativo estadual em 1851, seu distrito foi desvirtuado em uma manipulação de redistritamento, então ele não buscou um terceiro mandato.

## Governador do Tennessee
Em 1856, Harris havia sido escolhido como o eleitor presidencial pelo distrito geral do Estado, uma posição que exigia dele o escrutínio no estado em nome do candidato democrata James Buchanan. Ele suplantou em grande parte o eleitor distrital geral do Whig, o ex-governador Neill S. Brown. Esta campanha projetou Harris para destaque estadual.

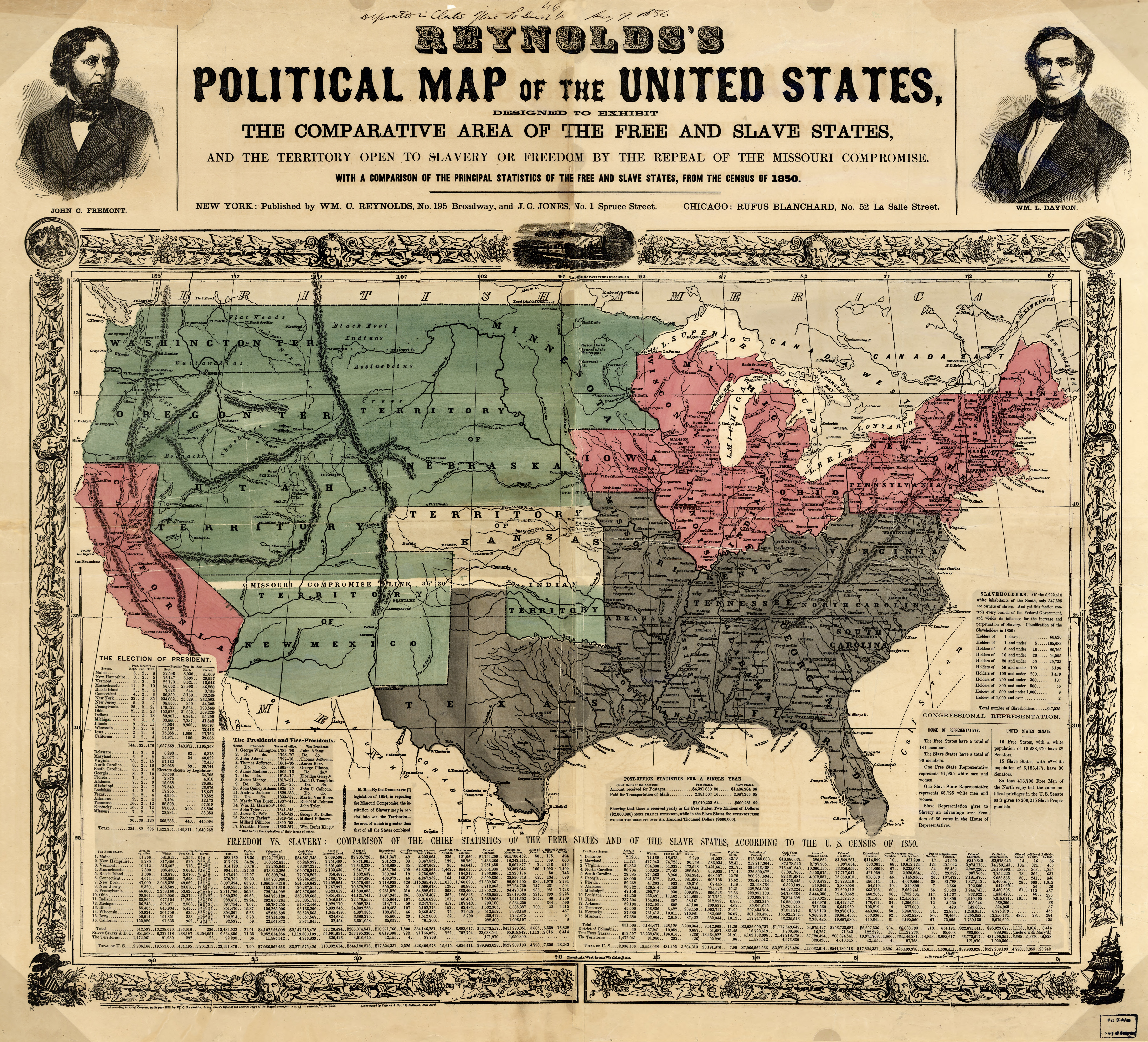
Esse mapa de 1856 mostra os estados escravagistas (cor cinza), estados livres (cor vermelha) e os territórios americanos (cor verde) com o de Kansas no centro (cor branca).

Em 1857, o governador democrata do Tennessee, Andrew Johnson, ficou gravemente ferido em um acidente de trem e estava incapacitado de concorrer para uma reeleição. Harris foi nomeado como seu substituto e iniciou uma campanha que incluiu uma série de debates com seu adversário, Robert H. Hatton. Com a luta secessional no Congresso alimentando ambas as campanhas, estes debates frequentemente foram aquecidos e brigas frequentemente aconteceram entre os espectadores (e até mesmo entre Harris e Hatton). Hatton foi incapaz de se distanciar dos abolicionistas do Norte, então Harris ganhou a eleição com 71.178 votos sobre os 59.807 do adversário.
A vitória de Harris não era apenas a sentença de morte para o partido Know Nothings do Estado, que tinha brevemente ganho destaque após o colapso do partido Whig nacional, mas também representou uma mudança na política do Tennessee para o Partido Democrata. Durante as duas décadas anteriores, Whigs e Democratas tinham uniformemente representado o estado, com os Whigs controlando o leste do Tennessee e os Democratas controlando a região central do Tennessee, com as duas partes igualmente dividindo o Tennessee ocidental. O debate nacional sobre o Ato de Kansas-Nebraska e a "decisão Dred Scott" (julgado da Suprema Corte que negava cidadania aos negros) empurrou a questão da escravidão para a vanguarda em meados da década de 1850, então o equilíbrio no Tennessee ocidental pendeu em favor dos Democratas. A vitória por 11.000 votos de Harris foi relativamente grande, considerando que seu antecessor, Johnson, ganhou por pouco mais de 2.000 votos em 1853 e 1855.
Em 1859 Harris disputou para reeleição contra John Netherland, que tinha sido indicado por um grupo misto de ex-Whigs, ex-Know Nothings e descontentes democratas, conhecidos como o partido de oposição. Harris novamente fez campanha com os receios de dominação do Norte, enquanto Netherland argumentava que a constituição dos Estados Unidos dava a melhor proteção para direitos sulistas, então assim marcava o interesse do estado para permanecer na União. No dia da eleição, Harris venceu por mais de 8.000 votos. O partido da oposição, no entanto, mostrou sua força, capturando 7 dos 10 assentos do Congresso do estado.

## Secessão e a guerra civil
Harris apoiou John C. Breckinridge para Presidente em 1860 e advertiu que o Estado deveria considerar a secessão se os "fanáticos wreckless do Norte" viessem ganhar o controle do governo federal. Após a eleição de Lincoln em novembro, Harris convocou uma sessão extraordinária do legislativo em 7 de janeiro de 1861, que ordenou um referendo estadual do Tennessee para considerar ou não a secessão. Jornais pró-União destacaram as ações de Harris como traição. O patriota de Carroll Huntingdon escreveu que Harris era mais digno de forca do que Benedict Arnold. William "Parson" Brownlow, editor do Knoxville Whig, particularmente desprezou Harris, chamando-o de "Farsante visível" e "Rei Harris," e rotulou suas ações como autocráticas. Quando o referendo foi realizado em fevereiro, Tennesseanos rejeitaram a secessão por uma votação de 68.000 a 59.000.
Após a batalha de Fort Sumter em abril de 1861, o presidente Lincoln ordenou para Harris fornecer 50.000 soldados para a reprimir a rebelião. Ao ler resposta para Lincoln diante de uma multidão rebelde em Nashville no dia 17 de abril, Harris disse, "nenhum homem será fornecido pelo Tennessee" e afirmou que ele melhor cortava seu braço direito do que cumprir a ordem. Em 25 de abril, Harris dirigiu uma sessão especial da Assembleia Legislativa, afirmando que a União tinha sido destruída pelas "políticas sangrentas e tirânicas do usurpador presidencial" e clamou para acabar com os laços do estado com os Estados Unidos. Pouco depois, o legislador autorizou Harris para fazer pacto com os novos Estados Confederados da América.
Em maio de 1861, Harris começou arregimentar soldados locais e sensibilizar para o que se tornaria o exército de Tennessee. No mesmo mês, um barco a vapor, Hillman, que transportava um carregamento de chumbo para Nashville vindo de St. Louis, foi apreendido pelo governador de Illinois. Em resposta, Harris apreendeu $75.000 de tarifas aduaneiras em Nashville. Em 8 de junho de 1861, Tennesseanos votaram a favor da ordenança de secessão, com 104.913 votos favoráveis contra 47.238. Um grupo de líderes pró-União do leste do Tennessee, que havia rejeitado o decreto, pediu para Harris permissão para a região romper com o estado e permanecer com a União. Harris rejeitou o pedido e enviou tropas sob o comando de Felix K. Zollicoffer para o leste do Tennessee. Na eleição para governador nesse mesmo ano, William H. Polk, irmão do antigo presidente James K. Polk, concorreu contra Harris numa chapa pró-União, mas foi derrotado 75.300 para 43.495.

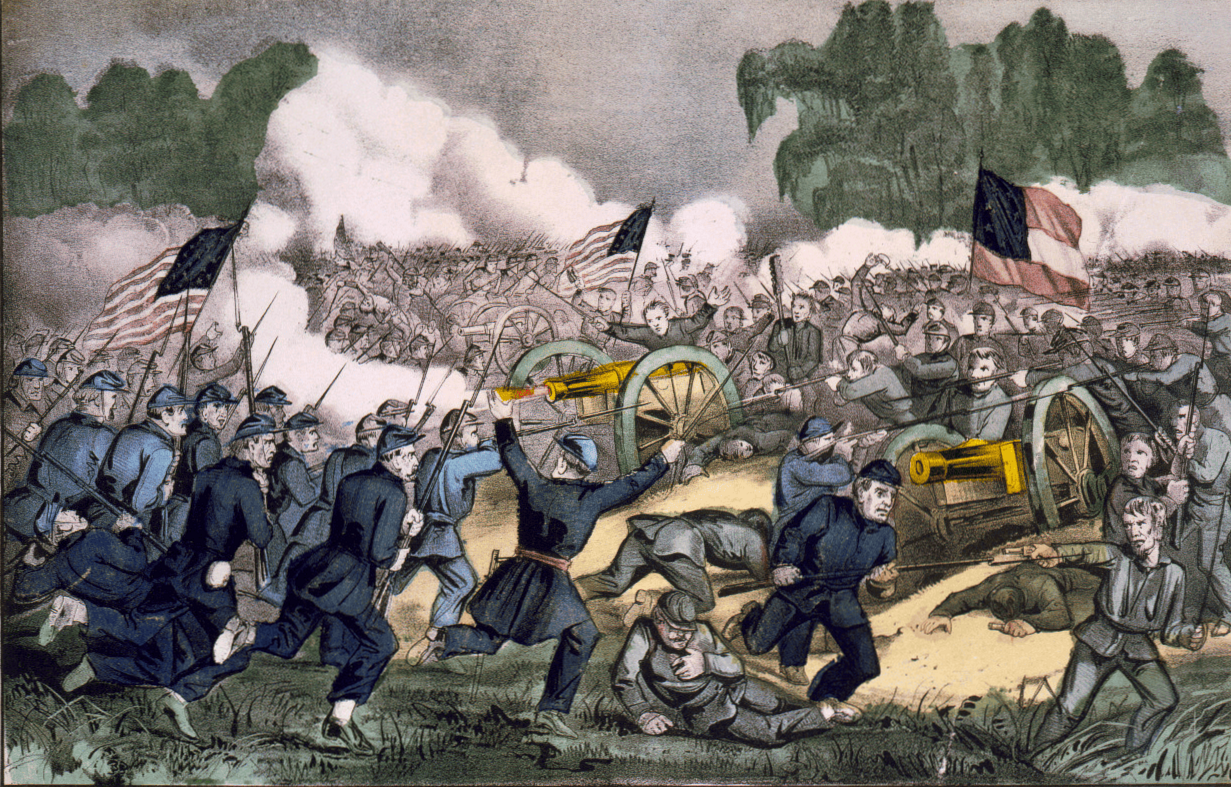
Ataque de canhão pela infantaria

O exército da União invadiu Tennessee em novembro de 1861 e tinha ganho o controle de Nashville até fevereiro do ano seguinte. Harris e a Assembleia Legislativa do estado mudaram-se para Memphis, mas depois que a cidade foi tomada, Harris se juntou ao grupo do General Albert Sidney Johnston. Na batalha de Shiloh, em 6 de abril, Harris encontrando Johnston caindo em sua sela perguntou se estava ferido, ao qual Johnston respondeu: "sim, tenho medo que seja grave". Harris e outros oficiais mudaram o general para um pequeno barranco e tentaram prestar auxílio, mas Johnston morreu em poucos minutos. Harris e outros secretamente mudaram seu corpo à Igreja de Shiloh para não esmorecer o moral das tropas confederadas.
Harris passou o resto da guerra como um ajudante de campo sob as ordens de equipes funcionais de vários generais confederados, entre eles Joseph E. Johnston, Braxton Bragg, John B. Hood, e P.G.T. Beauregard. Andrew Johnson foi nomeado governador militar pelo presidente Lincoln em março de 1862, embora Harris fosse ainda reconhecido como governador pela Confederação. Em 1863, confederados do Tennessee elegeram Robert L. Caruthers como um sucessor para Harris, mas Caruthers nunca assumiu o cargo. Harris ainda emitiu atos como governador ainda em novembro de 1864.
Após a guerra, Brownlow, que tornou-se governador, emitiu um mandado de prisão contra Harris e colocou uma recompensa de $5.000 por ele. Brownlow insultou Harris no mandado, afirmando que "os olhos são profundos e penetrantes, um indicativo perfeito para um coração de um traidor, com uma carranca e cenho franzido de um demônio sobre sua testa. Seu estudo sobre o mal e a prática de crimes trouxe com ele a calvície prematura e uma barba grisalha". Ele ainda observou que Harris "mastiga tabaco constantemente e é excessivamente afeiçoado aos licores".
Harris fugiu para o México, onde ele e vários outros ex-confederados tentaram reunir-se com o imperador Maximiliano. Após a queda de Maximiliano, em 1867, no entanto, Harris foi novamente forçado a fugir, desta vez para a Inglaterra. Mais tarde naquele ano, depois de arrepender-se Brownlow revogou o mandado, Harris voltou ao Tennessee. Passando por Nashville, ele lamentou a Brownlow, que declarou com a frase, "enquanto a lâmpada estiver acesa, o mais vil pecador pode voltar". Mais tarde, ele voltou para Memphis para advocacia.

## Senado dos Estados Unidos
Em 1877, a legislativo do estado do Tennessee, mais uma vez voltou ao controle dos democratas, elegendo Harris para uma das vagas no Senado dos Estados Unidos representando o estado. Uma de suas primeiras atribuições, na 46ª legislatura (1879–1881), foi na Comissão distrital de Columbia. Subsequentes atribuições incluíram a Comissão sobre doenças epidêmicas no 49ª e 52º legislatura e a Comissão reivindicações de terras privadas nas 54ª e 55ª legislaturas (1895–1897).
Durante seu primeiro mandato no Senado, Harris se tornou o líder dos Bourbon Democratas (uma facção conservadora) do Tennessee, uma ala do Partido Democrata que apoiava o capitalismo laissez-faire (empreendedor) e o padrão de ouro (modo de emissão de moeda restritivo). Como tal, Harris passou sua carreira no Senado defendendo conservadorismo judicial, governo limitado dos Estados e tarifas baixas. Em 1884, foi entrevistado pelo Presidente eleito Grover Cleveland para uma posição de gabinete oficial na presidência. Em 1887, ele deu um discurso apaixonado em favor da revogação do Office Act que reduzia o poder do presidente para demitir sem autorização do senado. Em 1890, Harris denunciou o ato de Lodge, que protegia direitos de voto para africano-americanos no sul, alegando que ele violava o direitos dos Estados.
Embora um Bourbon democrata, Harris, que representava um estado agrário, era também um "democrata da prata" (favoráveis a emissão livre de moedas de baixo valor), acreditando que as condições "prata-livre" protegiam os agricultores. Ele apoiou o ato de Bland-Allison de 1878, que autorizou ao governo federal comprar de prata para evitar a deflação dos preços da colheita. Ele também apoiou a substituição do ato pelo Sherman Silver Purchase Act de 1890 (que era uma lei que determinava ao governo a compra de prata circulante para evitar a livre cunhagem de moeda de baixo valor, evitando a inflação). Em 1893, o Presidente Cleveland, questionou que o ato de Sherman estava esgotando o ouro dos Estados Unidos, propondo sua revogação. Quando da votação no Senado em outubro, Harris, como Presidente pro tempore (cargo mais alto do senado), lançou uma obstrução na esperança de impedir a revogação do ato, mas sem sucesso. Descontente com a revogação do Ato de Sherman, Harris fez campanha presidencial para o adversário para malsucedido candidato do "padrão ouro" William Jennings Bryan em 1896.

## Morte e Legado
Harris morreu no cargo em 8 de julho de 1897. Seu funeral foi realizado na câmara do Senado no Capitólio dos Estados Unidos e ele está enterrado no cemitério de Elmwood em Memphis, onde estão enterrados muitos políticos proeminentes de Tennessee ocidental.

## Ler também
- Elliott, Sam Davis. Isham G. Harris of Tennessee: Confederate Governor and United Senator. Baton Rouge, LA.:Louisiana State University Press, 2009 ISBN 978-0-8071-3490-0
- Hall, Kermit L in The Confederate Governors. edited by Yearns, W. Buck. Athens, Georgia: University of Georgia Press, 1985 ISBN 0-8203-0719-X

## Fonte da tradução
- Este artigo foi inicialmente traduzido, total ou parcialmente, do artigo da Wikipédia em inglês cujo título é «Isham G. Harris».